# Bladwespen
De bladwespen of zaagwespen (Symphyta) zijn een onderorde van de vliesvleugeligen, met zo'n 6000 soorten. De meeste soorten komen voor in de gematigde streken. In Midden-Europa komen ongeveer 800 soorten voor.
Bladwespen onderscheiden zich van andere vliesvleugeligen door de brede verbinding van het achterlijf met het borststuk (geen wespentaille) en door hun op rupsen gelijkende larven. Soms wordt ook de naam "zaagwespen" gebruikt; die verwijst naar de op een zaag lijkende ovipositor, waarmee de vrouwtjes planten binnendringen voor het leggen van hun eitjes. Grote populaties van bepaalde bladwespsoorten kunnen grote economische schade toebrengen aan bossen en cultuurplanten.

## Taxonomie

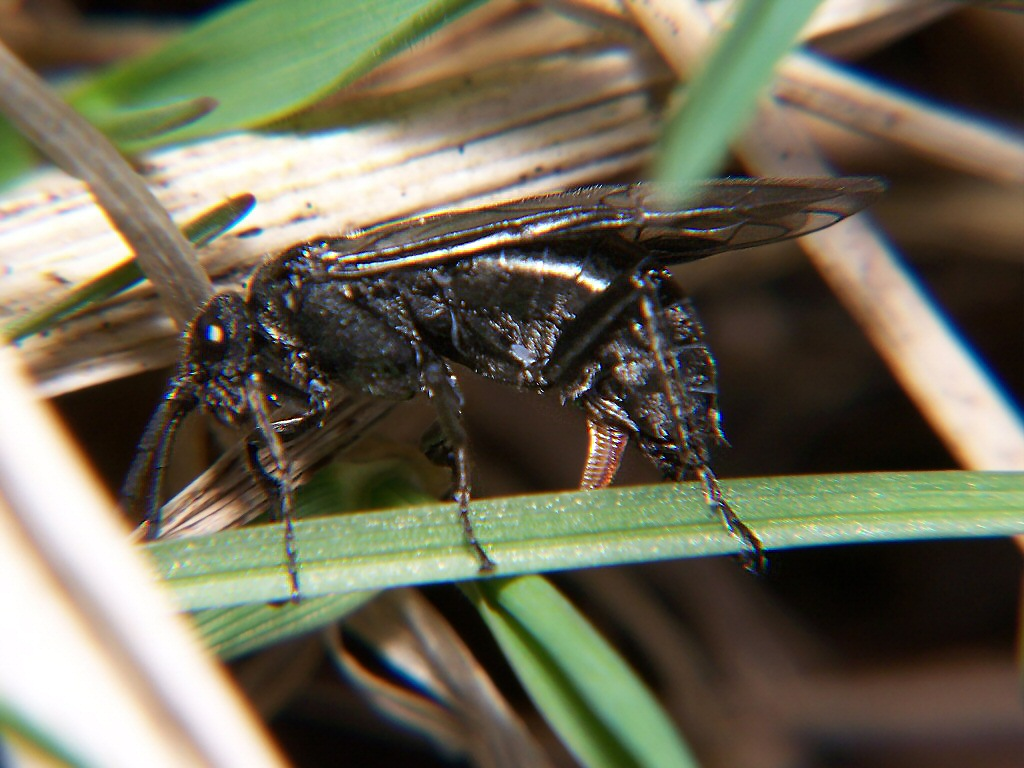
Eileggende zaagwesp

Bladwespen zijn een groep van hoofdzakelijk fytofage insecten. Deze groep van superfamilies wordt beschouwd als de meest primitieve binnen de Hymenoptera (sommige gaan terug tot 200 miljoen jaar). Veel deskundigen menen dat de Orussoidea, de enige Symphyta-groep die parasitair is, een zustertaxon van de Apocrita zijn, en dat de Symphyta dus een paraphyletische groep vormen, omdat dan strikt genomen ook de Apocrita erbinnen moeten worden geplaatst, maar de naam wordt nog algemeen gebruikt en behandeld als onderorde.

### Onderverdeling

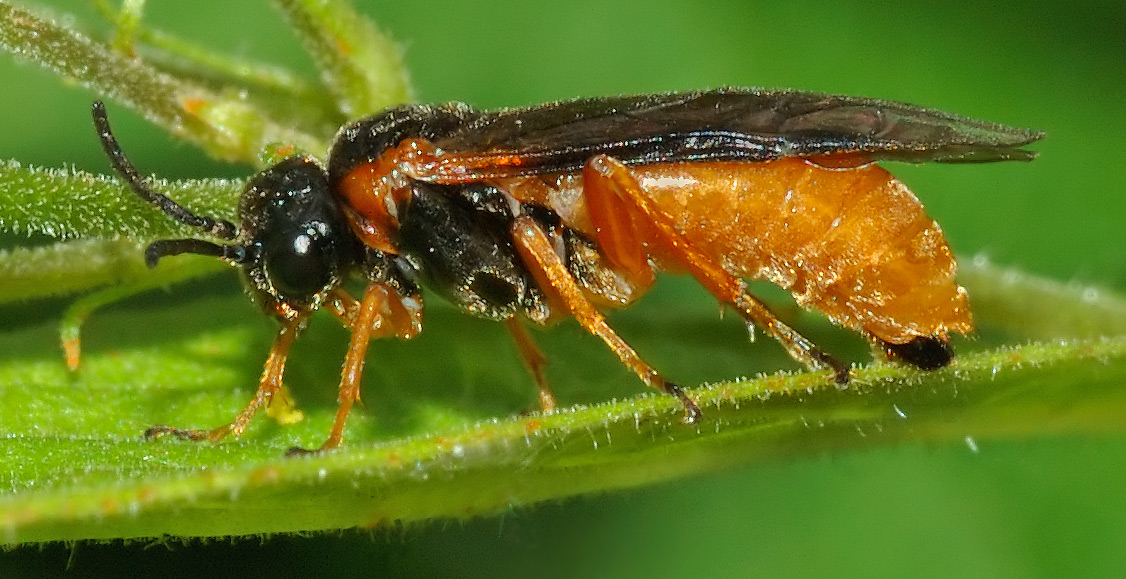
Bladwesp

Superfamilie Cephoidea
- Familie Cephidae (halmwespen)

Superfamilie Megalodontoidea (Pamphilioidea)
- Familie Megalodontesidae
- Familie Pamphiliidae (spinselbladwespen)

Superfamilie Orussoidea
- Familie Orussidae (parasitaire houtwespen)

Superfamilie Siricoidea
- Familie Anaxyelidae
- Familie Siricidae ((naald)houtwespen)

Superfamilie Tenthredinoidea
- Familie Argidae (kortsprietbladwespen)
- Familie Blasticotomidae
- Familie Cimbicidae (knotssprietbladwespen)
- Familie Diprionidae (pluimsprietbladwespen)
- Familie Pergidae
- Familie Tenthredinidae (echte bladwespen)

Superfamilie Xyeloidea
- Familie Xyelidae
- Familie Xiphydriidae

## Larve

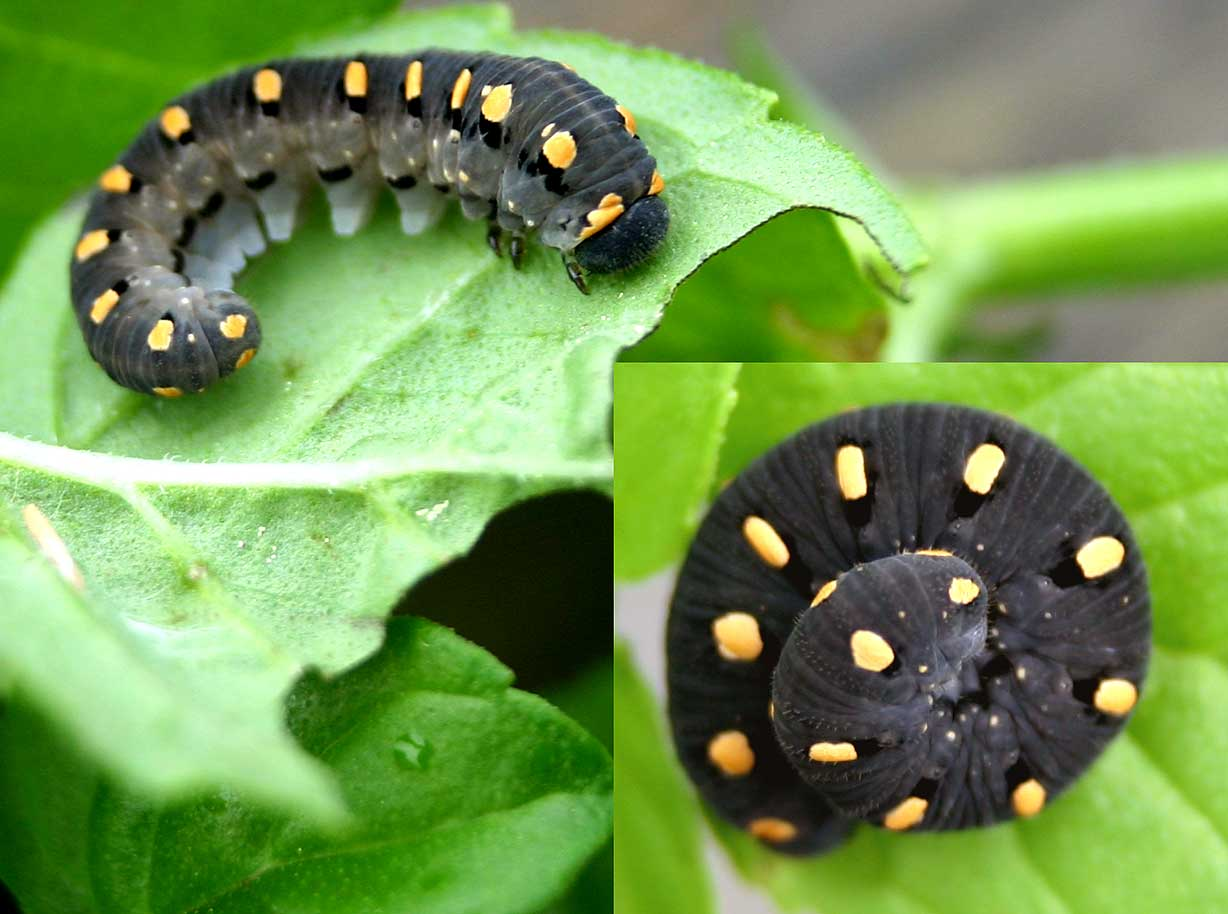
Larve van Tenthredo marginella

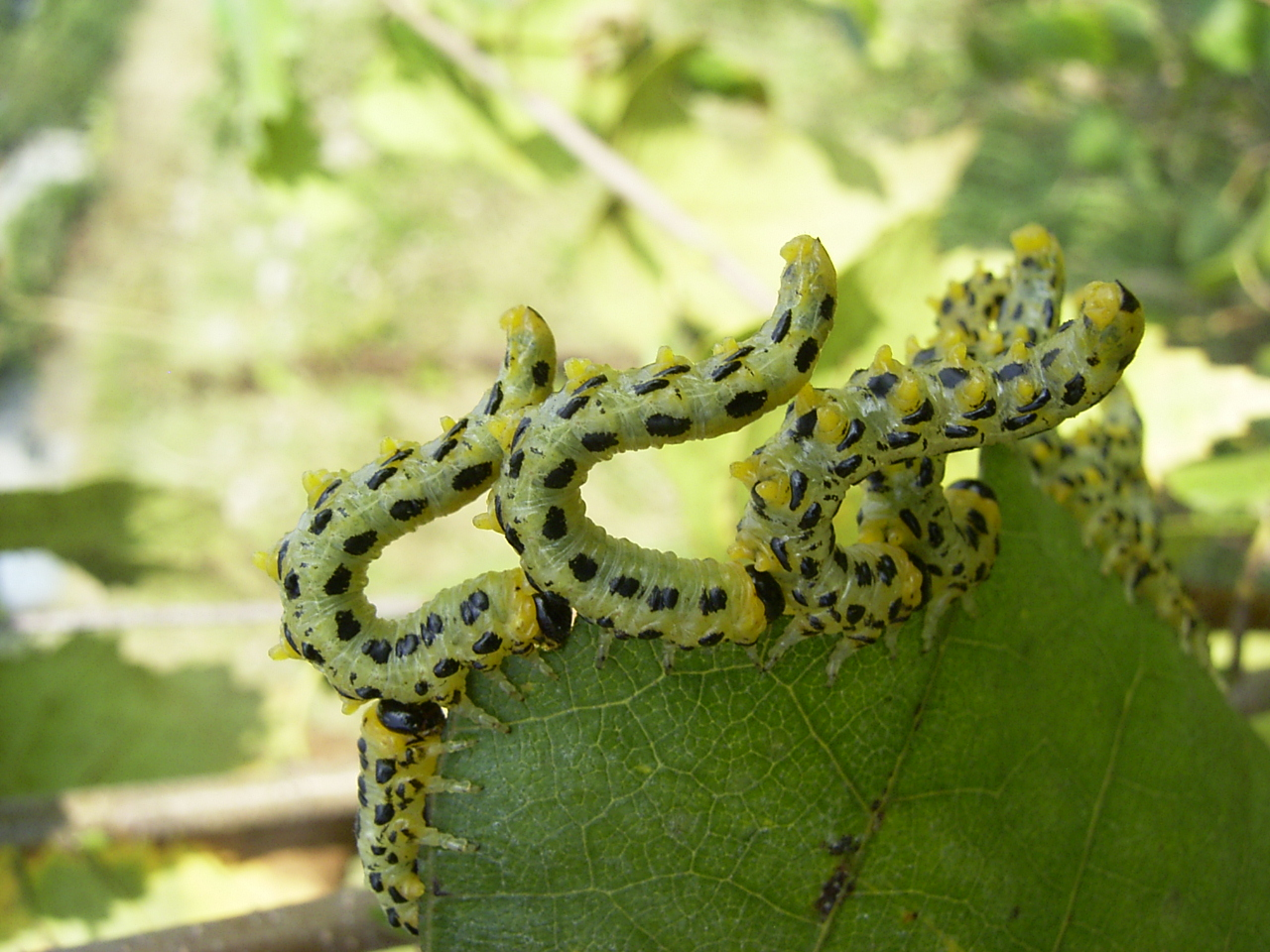
Larve van Craesus septentrionalis

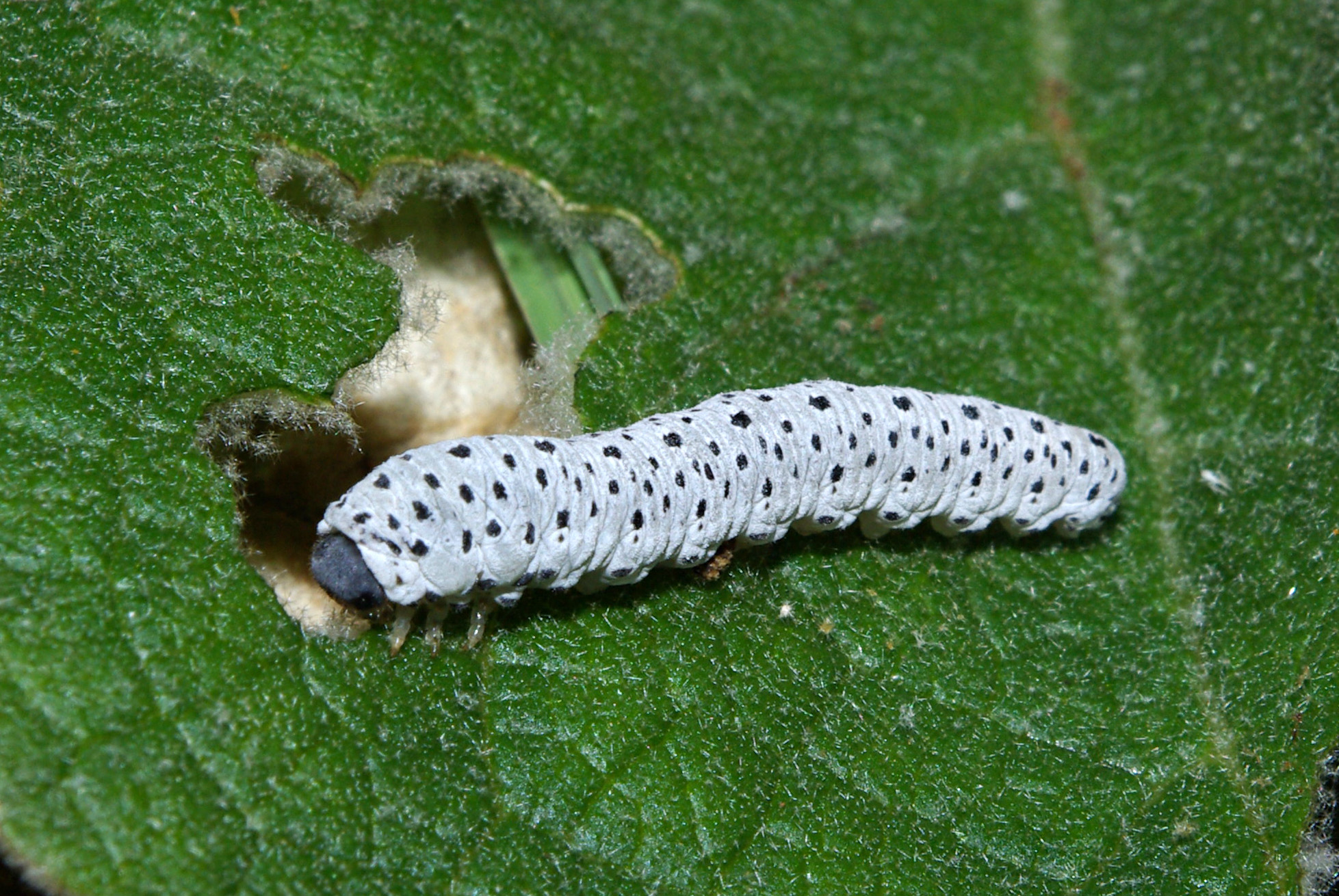
Larve van Tenthredo scrophulariae

De larve van de zaagwesp is een bastaardrups die lijkt op een rups met echter twee duidelijke verschillen:
- de larve heeft zes of meer paar propoten op het achterlijf (een rups maximaal vijf) en
- er zijn twee enkelvoudige ogen in plaats van zes zoals bij de rups.

De larven van de verschillende soorten voeden zich met uiteenlopende planten. Individuele soorten voeden zich echter alleen met specifieke plantensoorten. Larven van verschillende soorten zaagwespen mineren, veroorzaken het oprollen van het blad of gallen. Drie families zijn zuiver xylofaag en worden "houtwespen" genoemd. Eén familie is parasitair. Larven die niet op maar in het plantenweefsel zitten lijken op maden en hebben geen propoten.

## Volwassen insect
Volwassen zaagwespen met uitzondering van de familie Cephidae hebben een haakachtige structuur tegen de onderkant van de vleugels ter ondersteuning van de vleugels tijdens de rustperioden van het insect. Deze "cenchri", die ontbreken bij de onderorde Apocrita zitten achter het schildje op het borststuk. Volwassen zaagwespen van sommige soorten zijn vleesetend en eten andere insecten maar ook voeden ze zich met nectar.